# Lloyd Palun
Lloyd Palun (ur. 28 listopada 1988 w Arles) – piłkarz gaboński grający na pozycji środkowego pomocnika. Od 2017 roku jest zawodnikiem klubu Cercle Brugge.

## Kariera klubowa
Palun jest wychowankiem klubu FC Martigues. W 2008 roku awansował do kadry pierwszej drużyny. W sezonie 2008/2009 grał w nim czwartej lidze. W 2009 roku odszedł do La Trinité SFC z piątej ligi.
W 2011 roku Palun przeszedł do OGC Nice. W Ligue 1 zadebiutował 7 kwietnia 2011 w przegranym 2:4 wyjazdowym meczu z Olympique Marsylia. W 2015 został piłkarzem Red Star, a w 2017 przeszedł do Cercle Brugge.
| Sezon   | Klub           | Kraj    | Rozgrywki     | Mecze | Bramki | Rozgrywki Europy | Mecze | Bramki |
| ------- | -------------- | ------- | ------------- | ----- | ------ | ---------------- | ----- | ------ |
| 2008/09 | FC Martigues   | Francja | CFA           | 11    | 0      | -                | -     | -      |
| 2009/10 | La Trinité SFC | Francja | CFA 2         | ?     | ?      | -                | -     | -      |
| 2010/11 | La Trinité SFC | Francja | CFA 2         | ?     | ?      | -                | -     | -      |
| 2010/11 | OGC Nice       | Francja | Ligue 1       | 6     | 0      | -                | -     | -      |
| 2011/12 | OGC Nice       | Francja | Ligue 1       | 14    | 0      | -                | -     | -      |
| 2012/13 | OGC Nice       | Francja | Ligue 1       | 12    | 0      | -                | -     | -      |
| 2013/14 | OGC Nice       | Francja | Ligue 1       | 9     | 0      | Liga Europy UEFA | 1     | 0      |
| 2014/15 | OGC Nice       | Francja | Ligue 1       | 21    | 1      | -                | -     | -      |
| 2015/16 | Red Star       | Francja | Ligue 2       | 33    | 2      | -                | -     | -      |
| 2016/17 | Red Star       | Francja | Ligue 2       | 34    | 2      | -                | -     | -      |
| 2017/18 | Cercle Brugge  | Belgia  | Tweede klasse | 23    | 1      | -                | -     | -      |

Stan na: koniec sezonu 2017/2018

## Kariera reprezentacyjna
W reprezentacji Gabonu Palun zadebiutował w 2011 roku. W 2012 roku został powołany do kadry na Puchar Narodów Afryki 2012.